# Nokia E51
Il Nokia E51 è un modello di smartphone prodotto dalla Nokia con sistema operativo Symbian. Si distingue per le dimensioni contenute, la presenza di un'interfaccia Wi-Fi e la scocca in metallo. È stato commercializzato nelle varianti nera, argento e bronzo.
Ne è stata inoltre commercializzata una versione priva di fotocamera interna.

## Cronologia del firmware
- 100.34.20 del 29/09/2007 (versione di partenza)
- 200.34.36 del 24/04/2008
- 220.34.37 del 20/10/2008
- 300.34.56 del 15/01/2009[1]
- 400.34.011 del 30/06/2009[2]
- 410.34.001 del 22/02/2010[3]

Per il modello brandizzato TIM, l'ultimo aggiornamento è stato alla versione 300.

## Browser
Supporta:
- XHTML
- CSS
- Flash lite 2